# Metabelbella interlamellaris
Metabelbella interlamellaris är en kvalsterart som beskrevs av Pérez-Íñigo 1987. Metabelbella interlamellaris ingår i släktet Metabelbella och familjen Damaeidae. Inga underarter finns listade i Catalogue of Life.